# Leslie Bevis
Leslie Bevis (* 13. Februar 1957 in Washington, D.C.) ist eine US-amerikanische Schauspielerin.

## Leben
Bevis wurde an der Guildhall School of Music and Drama in London ausgebildet und begann ihre Schauspielkarriere 1983. Im Jahr darauf hatte sie ihr Spielfilmdebüt in der Steve Martin-Filmkomödie Ein Single kommt selten allein. In den 1980er Jahren erhielt sie Gastrollen in verschiedenen erfolgreichen Serienformaten wie Simon & Simon, V – Die außerirdischen Besucher kommen und MacGyver. Zudem spielte sie wiederkehrende Rollen in Harrys wundersames Strafgericht, Falcon Crest und Dallas. An der Seite von James Caan hatte sie 1988 im Science-Fiction-Film Spacecop L.A. 1991 eine größere Nebenrolle als Cassandra. Ein Teil ihres Auftrittes als Commanderette Zircon in Mel Brooks’ Spaceballs fiel später in der britischen DVD-Veröffentlichung des Filmes der Schere zum Opfer. 1993 spielte sie im B-Movie Fire Line – Die große Chance ihre einzige weibliche Hauptrolle. Neben weiteren Gastrollen war sie zwischen 1993 und 1996 in Star Trek: Deep Space Nine in der wiederkehrenden Rolle der Rionoj zu sehen. Zuletzt stellte sie 1998 bis 1999 in der Seifenoper Schatten der Leidenschaft in 22 Episoden die Rolle der Ruth Anne Perkins dar.
Danach zog sich Bevis aus dem Schauspielgeschäft zurück und machte sich als Hundepflegerin selbständig.

## Filmografie (Auswahl)
- 1984: Simon & Simon (Fernsehserie, eine Folge)
- 1984: Ein Single kommt selten allein (The Lonely Guy)
- 1985: V – Die außerirdischen Besucher kommen (V, Fernsehserie, eine Folge)
- 1985: Street Hawk (Fernsehserie, eine Folge)
- 1985–1987: Harrys wundersames Strafgericht (Night Court, Fernsehserie, vier Folgen)
- 1986–1987: Falcon Crest (Fernsehserie, drei Folgen)
- 1987: MacGyver (Fernsehserie, zwei Folgen)
- 1987: Mel Brooks’ Spaceballs (Spaceballs)
- 1988: Spacecop L.A. 1991 (Alien Nation)
- 1988: Inspektor Hooperman (Hooperman, Fernsehserie, eine Folge)
- 1988/1990: Hunter (Fernsehserie, zwei Folgen)
- 1989: Matlock (Fernsehserie, eine Folge)
- 1989–1991: Dallas (Fernsehserie, sechs Folgen)
- 1993–1996: Star Trek: Deep Space Nine (Fernsehserie, drei Folgen)
- 1994: Diagnose: Mord (Diagnosis Murder, Fernsehserie, eine Folge)
- 1994: Palm Beach-Duo (Silk Stalkings, Fernsehserie, eine Folge)
- 1995: Mord ist ihr Hobby (Murder, She Wrote, Fernsehserie, drei Folgen)
- 1998: Das Gegenteil von Sex (The Opposite of Sex)
- 1998–1999: Schatten der Leidenschaft (The Young and the Restless, Fernsehserie)